# 3439 Lebofsky
3439 Lebofsky este un asteroid din centura principală, descoperit pe 4 septembrie 1983 de Edward Bowell.